# Prakasam (distrito)
O distrito de Prakasam é um distrito do estado indiano de Andra Pradexe. Tem uma área de 17.626 km².
Segundo o censo de 2001, este distrito tinha uma população de 3.054.941 habitantes e uma densidade populacional de 173 habitantes/km².
A sua capital é Ongole.